# Pulau Batu Mas
Pulau Batu Mas – wyspa rzeczna na Borneo na rzece Sungai Temburong w dystrykcie Temburong w Brunei.
Wyspa ma powierzchnię 4 ha i jest wykorzystywana pod uprawę przez płodozmian. Leży w pobliżu wiosek Sibut i Sumbiling Baru.